# Джарретт, Боумонт
Бо́умонт Гри́ффит Джа́рретт (англ. Beaumont Griffith Jarrett; 18 июля 1855 — 11 апреля 1905) — английский футболист. Выступал за футбольные клубы «Кембридж Юниверсити», «Олд Харроувианс» и «Грантем», также провёл 3 матча за национальную сборную Англии.

## Футбольная карьера
Уроженец Лондона, Джарретт окончил школу Харроу, а затем Крайст-колледж Кембриджского университета. С 1876 по 1878 год выступал за футбольный клуб «Кембридж Юниверсити», в 1877 году был капитаном университетской команды. Также играл за «Олд Харроувианс» и «Грантем». В Кубке Англии сезона 1877/78 в составе «Олд Харроувианс» дошёл до полуфинала, где его команда уступила клубу «Ройал Энджинирс».
С 1876 по 1878 год работал в комитете Футбольной ассоциации.
4 марта 1876 года дебютировал за сборную Англии в матче против сборной Шотландии на стадионе «Гамильтон Кресент» в Партике (Глазго). Шотландцы одержали в той игре уверенную победу со счётом 3:0.
3 марта 1877 года провёл свою вторую игру за сборную Англии на «Сарри Крикет Граунд» в Лондоне. В ней англичане проиграли шотландцам со счётом 1:3.
2 марта 1878 года провёл свою третью и последнюю игру за сборную Англии. На «Хэмпден Парк» в Глазго шотландцы разгромили англичан со счётом 7:2.

## Вне футбола
В 1878 году Джарретт был рукоположен в диаконы, после чего служил в структуре церкви в графстве Линкольншир. С 1878 по 1880 год был диаконом, затем стал священником. Был куратом Конингсби с 1878 по 1882 году, викарием Суинстеда с 1883 по 1895 год и пастором Белло с 1895 года до самой своей смерти в 1905 году.